# 柠檬黄层腹菌
柠檬黄层腹菌（学名：Hymenogaster citrinus）是属于伞菌目层腹菌科层腹菌属的一种担子菌。该种分布于中国、美国、欧洲等地。